# Браничево
Вижте пояснителната страница за други значения на Браничево.
Браничево е средновековна българска крепост и град. Намира се до Костолац в днешна Централна Сърбия, Браничевски окръг. Крепостта по нейното значение се счита за средновековен продължител на античния Виминациум. Център на средновековната Браничевска област. През 11 век Браничево е средищен град на епархия на Охридската архиепископия, чийто център след това е преместен в Моровиск.